# Champ du Feu
Le champ du Feu est le point culminant du Bas-Rhin au Ban de la Roche, à 1 098 mètres d'altitude. En hiver, l'endroit est propice au ski de fond et au ski alpin.

## Géographie

### Situation
Le sommet est accessible via la D214 qui relie le col d'Urbeis à Klingenthal. Il est également traversé par le GR 5 et le GR 531.
Il s'agit du point culminant des communes du Bellefosse, de Belmont et du Hohwald.

### Climat
La montagne reçoit des précipitations abondantes (environ 1 600 mm par an) tout au long de l'année, la température moyenne annuelle est de 5 °C.

### Géologie
Le sous-sol est constitué de granite.

### Flore et paysage
Le Champ du Feu se caractérise par une végétation de pelouse alpine ainsi que de tourbières.

## Histoire
Une voie romaine parvenant depuis la plaine d’Alsace et passant par l’actuelle abbaye de Hohenbourg sur le mont Sainte-Odile est citée sur le Champ du Feu en 1059 par Strata. Son tracé reconnaissable en partie par sa forme en chemin creux longeait la crête jusqu’au col de Steige par le col de la Charbonnière. Il est mentionné en 1382 par Rottenwegescheide (littéralement : « le rouge chemin qui sépare ») parce qu’il faisait localement séparation entre le territoire de la ville d’Obernai et la seigneurie du Ban de la Roche. Une borne frontalière du XVIe siècle aux armes d’Obernai et de Rathsamhausen est encore implantée non loin du col de la Rothlach.
Une tour d'observation de 23 m a été construite en 1898 par le Club vosgien. Très dégradée, elle est fermée au public pour raisons de sécurité,.

Panorama pris depuis le sommet du Champ du Feu.

## Activités

### Sports d'hiver
Le champ du Feu permet la pratique du ski de fond et du ski alpin. On y trouve ainsi la seule station de ski du Bas-Rhin. Ouverte en 1959, elle possède de nombreuses pistes de ski de fond et de 13 pistes de ski alpin. La station dispose également de 9 remontées mécaniques (téléskis) et d'éclairages sur certaines de ces pistes[source secondaire souhaitée]. On y trouve également un snowpark et plusieurs espaces luge.

### Sports d’été
En été, la station est idéale pour les randonnées pédestres, à VTT ou à cheval.

### Astronomie
Le Champ du Feu est l'un des hauts lieux de l'astronomie en Alsace et dans l'Est de la France. Les astronomes amateurs de la région le fréquentent toute l'année, dès que la météo le permet, hiver comme été. Deux fois par an, au printemps et à l'automne, une « Nuit de l'astronomie » est organisée sur le grand parking goudronné qui longe la D414. Ce rassemblement draine une centaine d'astronomes amateurs, qui viennent de tout l'Est de la France avec leurs télescopes ou lunettes de tous types. Cette activité est ouverte au public. Elle est organisée par un collectif de clubs d'astronomie du Bas-Rhin qui souhaite préserver ce site de toute pollution lumineuse,.

### Protection environnementale
Le Champ du Feu est inscrit au sein du réseau Natura 2000 pour sa flore et faune remarquables.